# Per Ørn
Per Ørn (* 28. März 1937) ist ein ehemaliger norwegischer Radrennfahrer.

## Sportliche Laufbahn
Ørn startete zweimal in der Internationalen Friedensfahrt. 1962 schied er aus, 1963 wurde er 88. der Gesamtwertung. Für die norwegische Nationalmannschaft bestritt er die Schweden-Rundfahrt und die Polen-Rundfahrt.
Bei seinem zweiten Start lernte er eine junge Frau kennen und blieb nach Beendigung des Etappenrennens einige Monate in der DDR.
Er heiratete seine Freundin im November 1965 und kehrte mit ihr nach Norwegen zurück. Ihr gemeinsamer Enkel ist der Radprofi Alexander Kristoff.